# Classe Amazonas
Le navi della classe Amazonas sono una serie di OPV in servizio presso la marina brasiliana. Queste unità sono capaci di operare in missioni di intensità bassa, di contrasto alle attività illecite,  di sorveglianza della ZEE, di protezione delle piattaforme petrolifere e di ricerca e soccorso. 

## Storia
Nel 2009 il governo della Repubblica di Trinidad e Tobago ordinò, in piano di potenziamento della locale guardia costiera, tre nuovi pattugliatori derivati dalla classe River allora in corso di consegna alla Royal Navy. Queste navi, lunghe 90 m, avevano un equipaggio di 80 uomini, potevano trasportare fino a 40 soldati, ed erano destinate alla protezione della Zona economica esclusiva (ZEE), ad operazioni speciali, e guardiacoste. La prima nave, denominata Port of Spain, fu varata presso il cantiere navale BAE Systems Surface Ships di Portsmouth, il 18 novembre 2009. La seconda unità, Scarborough, andò in acqua per la prima volta 15 luglio 2010, e durante le prove in mare effettuate in quello stesso mese raggiunse una velocità di 25,38 nodi (47,00 km / h, 29,21 mph). 
La terza nave, San Fernando, fu varata presso il cantiere navale Scotstoun, sito a Glasgow sul fiume Clyde, il 16 luglio 2010. 
Nel mese di settembre dello stesso anno il governo di Trinidad e Tobago cancellò unilateralmente l’ordine quando due navi erano state completate e in attesa di essere consegnate, ed era anche iniziato l’addestramento degli equipaggi.
Nel dicembre 2011 la marina brasiliana si interessò all'acquisto delle navi, e il relativo contratto di vendita fu firmato il 2 gennaio 2012 ad un prezzo di 133 milioni di sterline.
La prima nave, ribattezzata P-120 Amazonas fu consegnata alla Marina brasiliana il 29 giugno successivo a Portsmouth.

## Caratteristiche tecniche

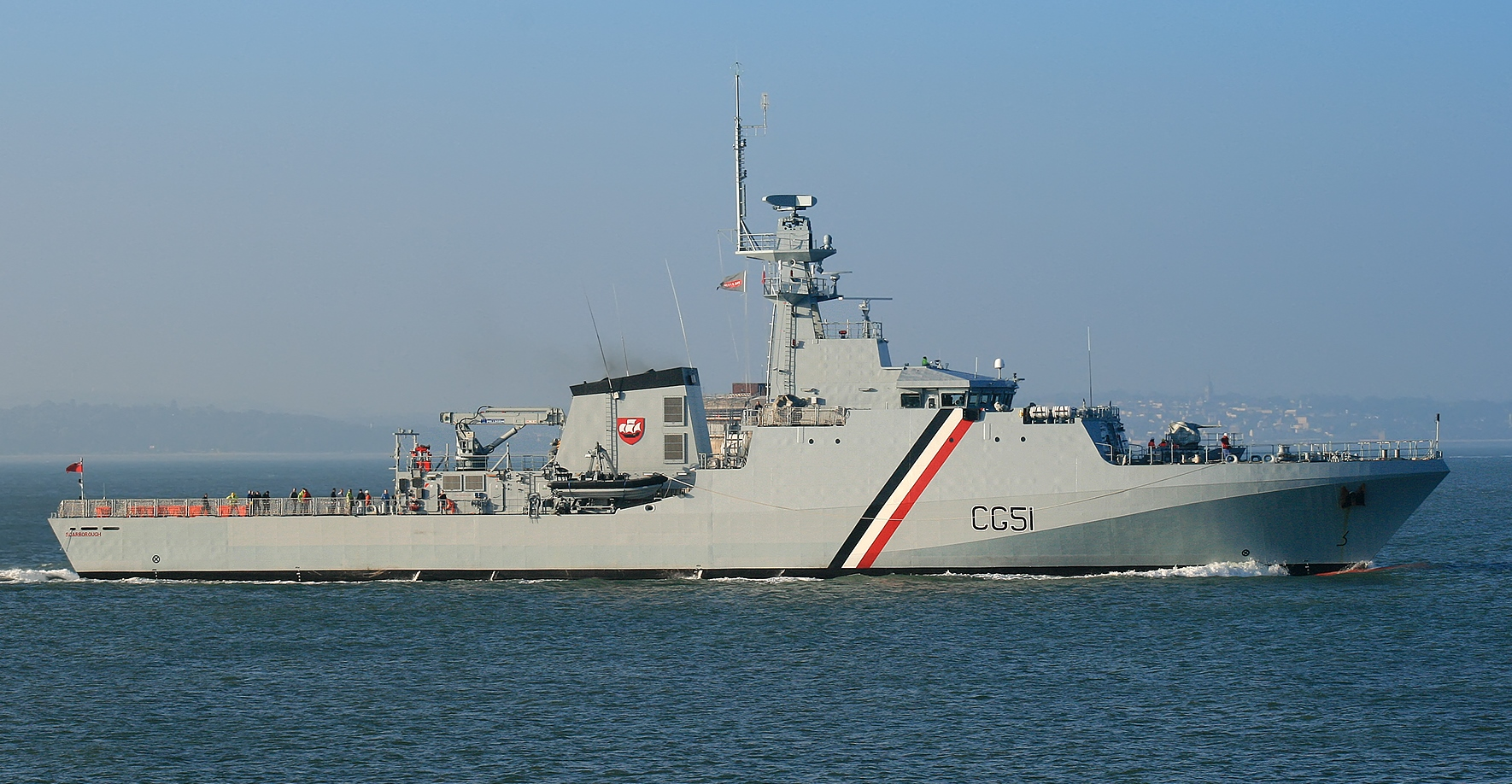
Il pattugliatore CG-51 Scarborough, con i colori della guardia costiera di Trinidad e Tobago, alle prove in mare nella rada di Portsmouth l'11 ottobre 2010.

Si tratta di unità con un dislocamento a pieno carico di 2.060 tonnellate (1.700 t standard), lunghe 90 m, larghe 13,5 m. L'apparato propulsivo e di tipo CODELOD è costituito da due motori diesel MAN 16V28/33D eroganti la potenza di 7.350 hp, ognuno accoppiato ad un asso azionante un'elica a passo variabile Wärtsila. E disponibile un "Bow Thruster" per il posizionamento dinamico. La velocità massima raggiungibile è pari a 25 nodi, quella di crociera 12. L'energia elettrica e fornita da tre generatori Caterpillar da 550 kW e 1 di emergenza Caterpillar de 200 kW.
L'armamento installato è costituito da un singolo cannone CIWS a controllo remoto MSI-Defence Systems DS-30M cal.30/40 mm, da 2 cannoni MSI DS25M cal.25 mm e 2 mitragliatrici FN-Herstal cal.12,7 mm, e due lancia artifizi illuminanti da 57 mm. Sono disponibili due affusti per fucili o mitragliatrici da 7,62 mm. A bordo possono essere trasportati fino a 39 soldati completamente equipaggiati, o sul ponte di volo, 6 container da 15 tonnellate.
Il ponte di volo, senza hangar, posto nell’estrema parte poppiera, consente di operare con un elicottero antisommergibile Westland AH-1 Lynx. La dotazione di bordo comprende due RHIB Pacific 24 posti a centro nave su entrambi i lati.
La dotazione elettronica comprende un sistema di combattimento Ultra Electronics OSIRIS CMS, un radar bidimensionale di sorveglianza, ricerca aeronavale in banda X Terma Scanter 4100, 2 radar di navigazione Sperry Marine in bandaa X e S, e un sistema di tiro optronico Horus dotato di camera TV, immagine termica e telemetro laser.

## Impiego operativo
Durante il suo viaggio di un mese per raggiungere il Brasile, il P-120 Amazonas ha toccato le città brasiliane di Natal (Rio Grande do Norte) e Salvador (Bahia) in settembre, e arrivando a Rio de Janeiro il 5 ottobre. All'atto della consegna del terzo esemplare, le unità classe Amazonas sono state incorporate nel 3º Distretto navale di Natal.

## Unità
| N°    | Nome     | Cantiere                                 | Impostazione      | Varo             | Ingresso in servizio | Intitolazione     | Note                   |
| ----- | -------- | ---------------------------------------- | ----------------- | ---------------- | -------------------- | ----------------- | ---------------------- |
| P-120 | Amazonas | BAE Systems Portsmouth                   | 15 febbraio 2008  | 18 novembre 2009 | 29 giugno 2012       | Stato di Amazonas | ex CG-50 Port of Spain |
| P-121 | Apa      | BAE Systems Scotstoun, Glasgow, Scozia   | 10 settembre 2008 | 15 luglio 2010   | 30 novembre 2012     | fiume Apa         | ex CG-51 Scarborough   |
| P-122 | Araguari | BAE Systems Scotstoun, Glasgow. Scotland |                   | 16 luglio 2010   | 21 giugno 2013       | Araguari          | ex CG-52 San Fernando  |

## Galleria d'immagini

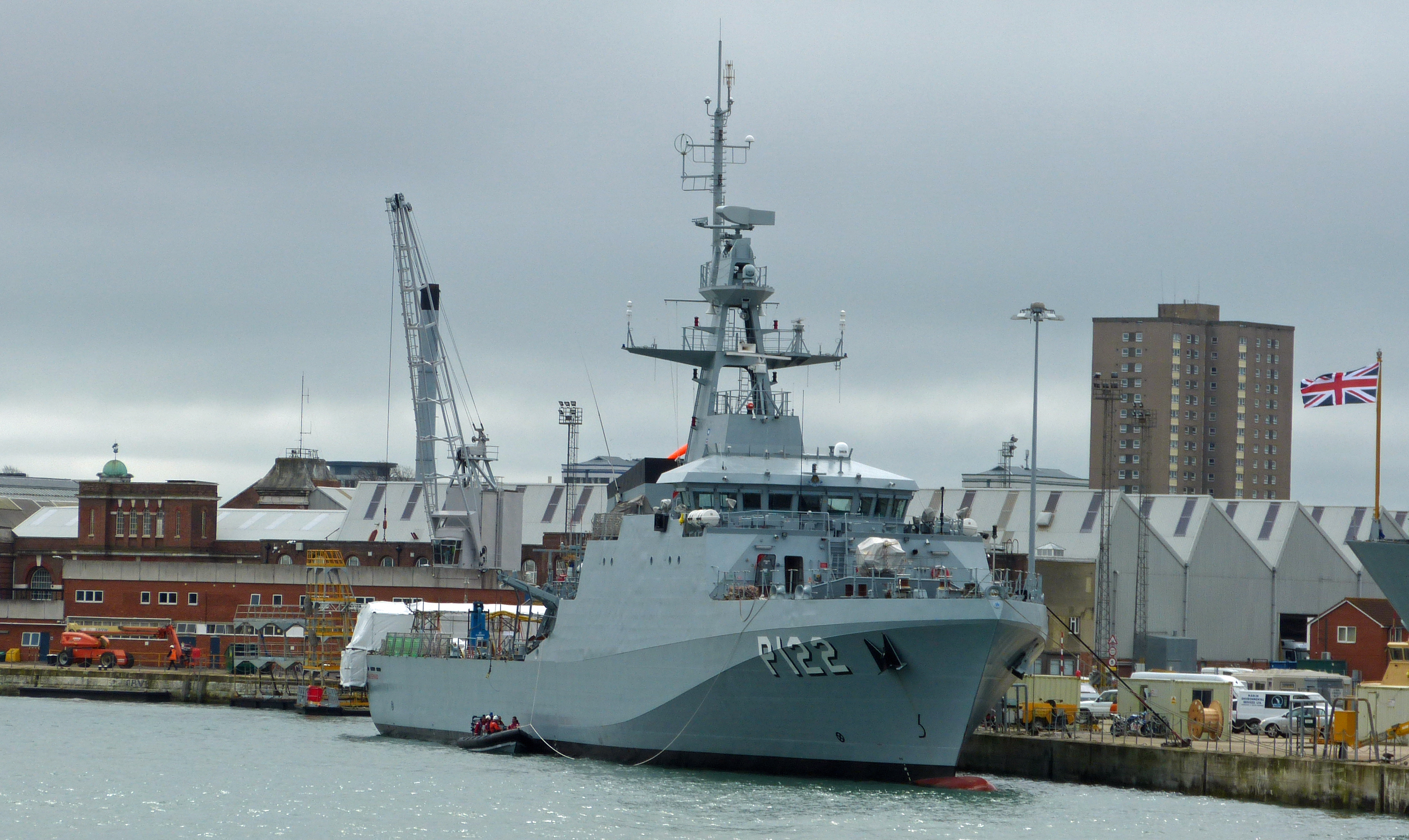
Araguari all'ormeggio nel porto di Portsmouth, 24 aprile 2013.
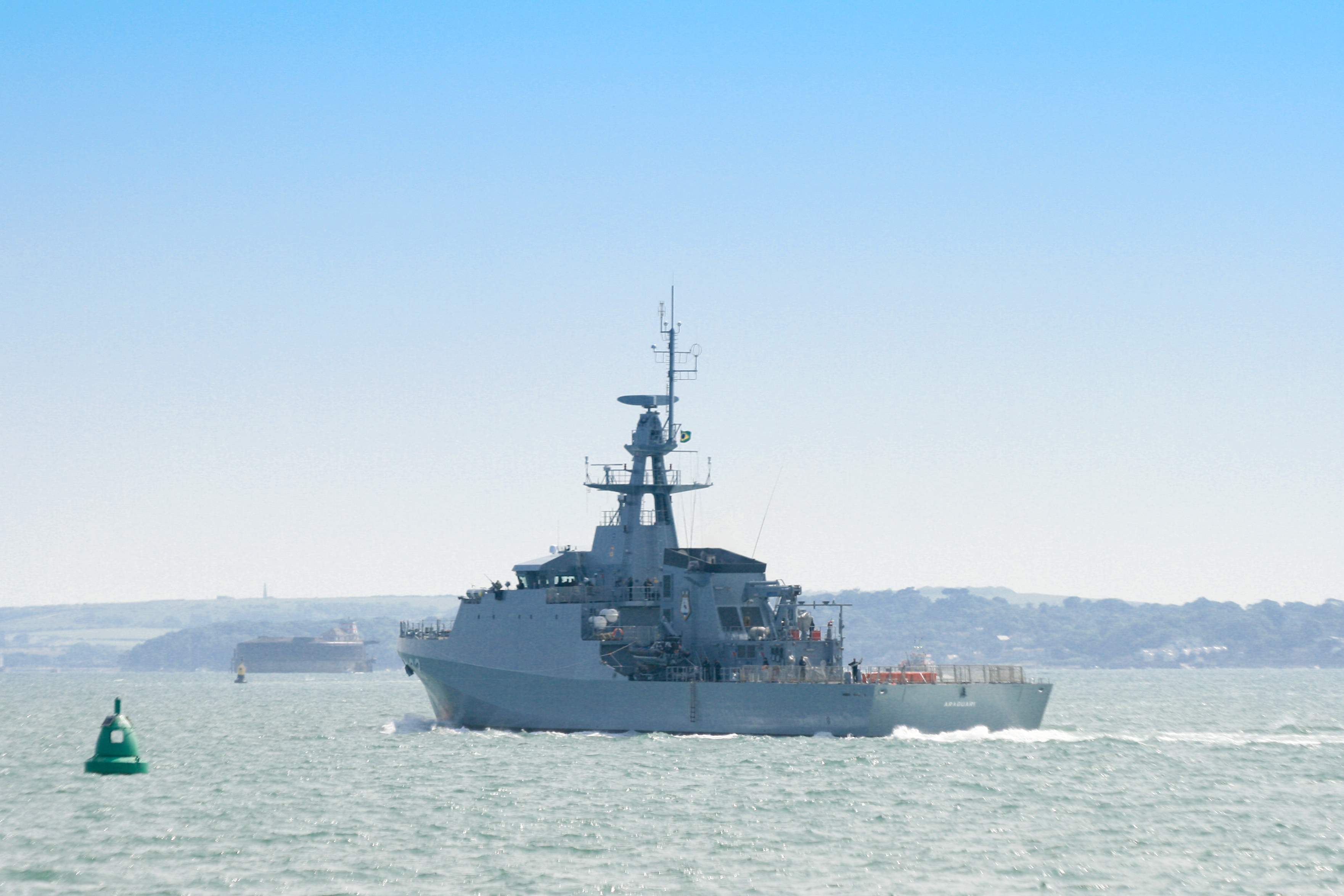
Araguari il partenza da Portsmouth, 12 luglio 2013.
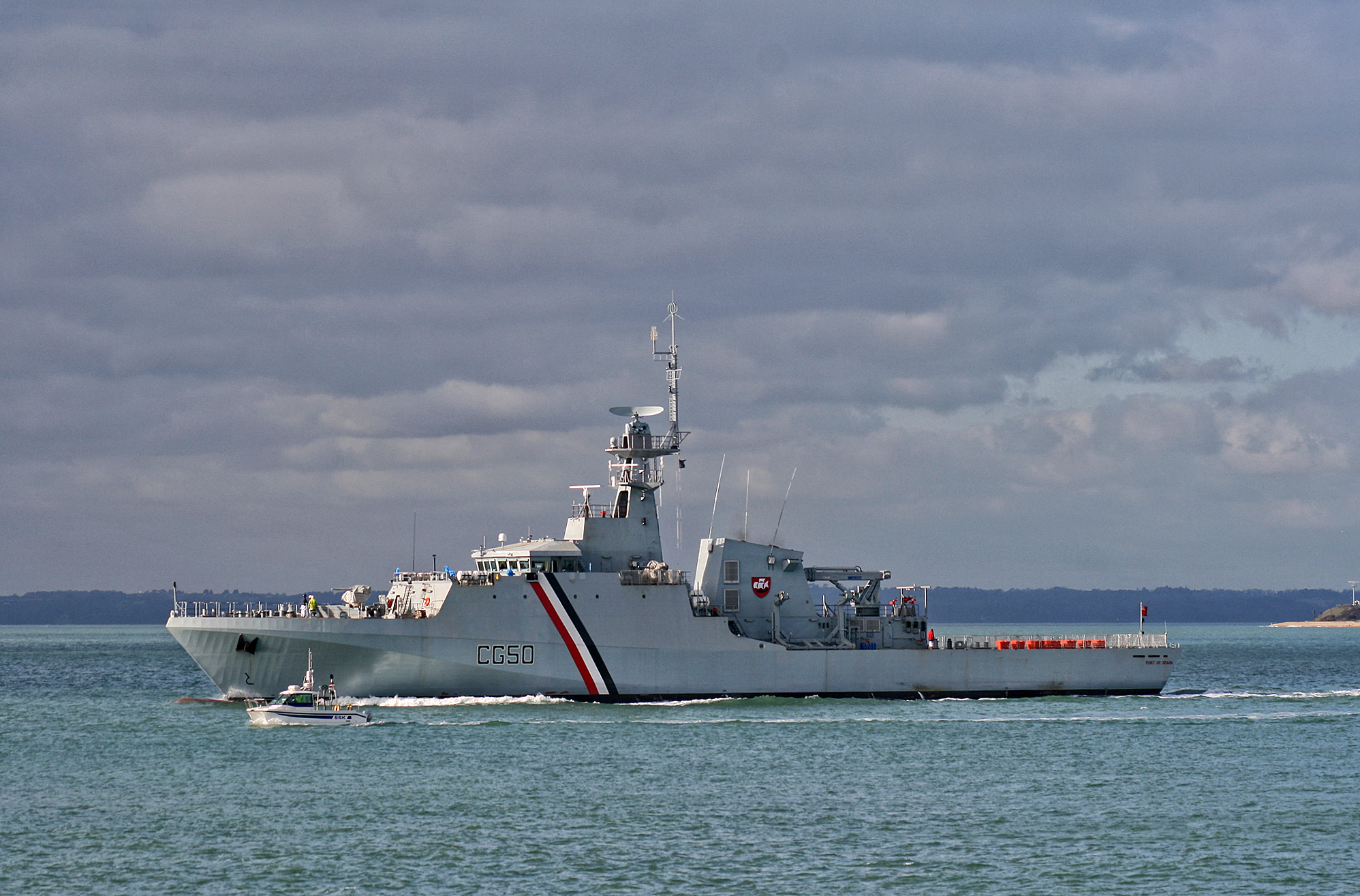
Il pattugliatore Port of Spain a Portsmouth nel 2010.
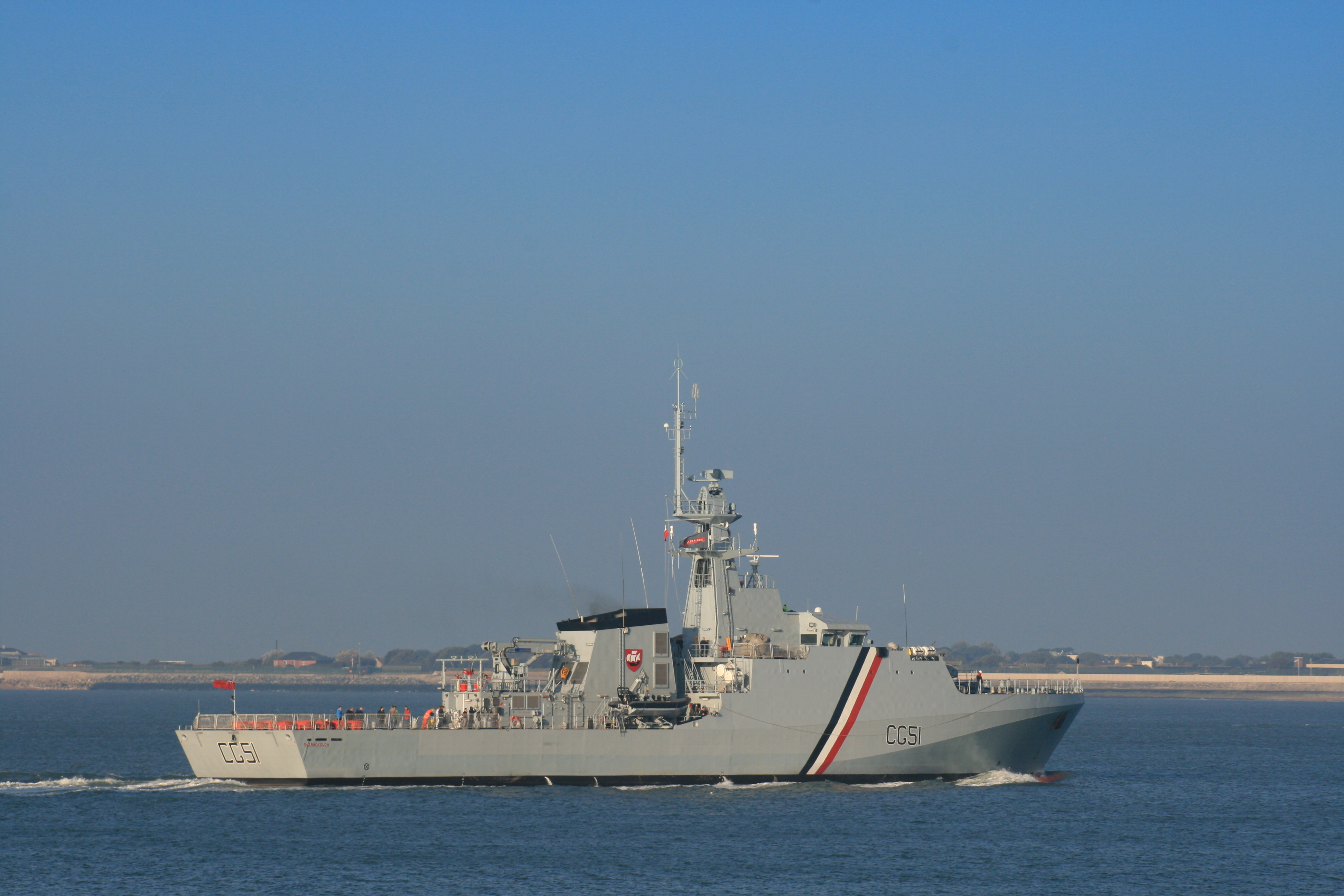
Lo Scarborough ripreso sempre a Portsmouth nel 2010.

### Annotazioni
1. ↑  I dati dell'armamento e dell'elettronica sono riferiti all'entrata in servizio.
2. ↑  L'arco di tiro del cannone principale e di 180°.

### Pubblicazioni
- OPV BAE al Brasile, in Rivista Italiana Difesa, n. 7, Chiavari, Giornalistica Riviera, luglio 2012.